# Ніколає Дудеу
Ніколае Дудеу (19 грудня 1945) — молдавський політик і диплпомат. Міністр закордонних справ Молдови.

## Життєпис
Народився 19 грудня 1945 року в Грінеуш Молдавська РСР. Закінчив Кишинівський політехнічний інститут Сергія Лазо — інженер-механік (1975) і Вищу школу партії в Москві (1982), де навчався на політолога.
У 1963—1975 рр. Ніколає Дудев виконував різні технічні функції на Тракторному підприємстві Кишиніва. З 1975 року він став політичним активістом у різних органах партії та державних органах Республіки Молдова: начальником відділу районного комітету, інструктором ЦК та начальником відділу при ЦК.
З 1988 по 1990 рік був заступником голови Державного комітету планування Молдавської РСР.
З 1990 по 1991 рік він був першим секретарем ЦК комуністичної партії Молдови, Міський комітет Кишинева, а згодом — виконавчим директором Міжнародної благодійної асоціації (1991—1993).
У 1993—1994 роках він є радником при Посольстві Республіки Молдова в Російській Федерації, а потім у 1994—1997 роках обіймає посаду Надзвичайного і Повноважного Посла Республіки Молдова в Узбекистані, а також у Таджикистані та Киргизстані за сумісництвом.
У 1997 році Дудев був призначений першим заступником Міністра закордонних справ Молдови. Він був призначений Послом Молдови в таких країнах як Білорусь, Латвія, Литва і Естонія 29 вересня 1998 року. 3 вересня 2001 року Указом №. 227-III Президента Республіки Молдова, Володимир Воронін, Ніколає Дудева був призначений міністром закордонних справ у першому уряді Василя Тарлєва.
30 червня 2002 р. Йому було надано дипломатичне звання посла. 4 лютого 2004 року він звільнився з посади міністра. 9 лютого 2004 року Ніколає Дудеу був призначений Надзвичайним і Повноважним Послом Республіки Молдова в Італії, він все ще займає цю посаду.